# Griveaudicoris pulcher
Griveaudicoris pulcher – gatunek pluskwiaków różnoskrzydłych z rodziny zajadkowatych. Jedyny znany gatunek monotypowego rodzaju Griveaudicoris.

## Opis rodzaju
Wyrostki międzyczułkowe formują dwa długie guzki. Tarczka trójkątna. Półpokrywy szerokie, sięgające do końca odwłoka, bez tylnych komórek. Odwłok owalny. Jego segmenty, na połączeniach, z jednym ząbkiem u wierzchołka.

## Opis gatunku
Ciało brązowe, długości 16 mm, silnie granulowane. Scutellum brązowe, wyniosłe. Corium brązowe. Tylne golenie i uda żółtawe z brązowymi wierzchołkami i podstawami. 

## Występowanie
Gatunek ten jest endemitem Madagaskaru. Znany jedynie z okolic Ampanihy.